# Janusz Kowalik
Janusz Kowalik (* 26. března 1944, Nowy Sącz) je bývalý polský fotbalista, útočník. V roce 1968 byl v North American Soccer League nejlepším střelcem i nejužitečnějším hráčem. Po skončení aktivní kariéry působil jako trenér

## Fotbalová kariéra
Začínal v polském týmu Cracovia Kraków. V polské nejvyšší soutěži nastoupil ve 47 ligových utkáních a dal 16 gólů. Dále hrál v North American Soccer League za tým Chicago Mustangs. Od roku 1969 působil v nizozemském týmu Sparta Rotterdam, za který nastoupil v Poháru vítězů pohárů ve 2 utkáních a dal 1 gól a v Poháru UEFA v 5 utkáních a dal 4 góly. Dále hrál v Nizozemí za NEC Nijmegen a MVV Maastricht a v North American Soccer League za Chicago Sting. Za reprezentaci Polska nastoupil v letech 1965-1966 v 6 utkáních.

## Ligová bilance
| Ročník                              | Zápasy | Góly | Klub             |
| ----------------------------------- | ------ | ---- | ---------------- |
| 2. polská liga 1960                 | 18     | 8    | Cracovia         |
| Ekstraklasa 1961                    | 25     | 7    | Cracovia         |
| Ekstraklasa 1962                    | 9      | 3    | Cracovia         |
| 2. polská liga 1962/63              | 9      | 4    | Cracovia         |
| 2. polská liga 1963/64              | 17     | 8    | Cracovia         |
| 2. polská liga 1964/65              | 25     | 13   | Cracovia         |
| 2. polská liga 1965/66              | 24     | 13   | Cracovia         |
| Ekstraklasa 1966/67                 | 13     | 6    | Cracovia         |
| North American Soccer League 1968   | 28     | 30   | Chicago Sting    |
| Eredivisie 1969/70                  | 30     | 15   | Sparta Rotterdam |
| Eredivisie 1970/71                  | 31     | 14   | Sparta Rotterdam |
| Eredivisie 1971/72                  | 26     | 15   | Sparta Rotterdam |
| Eredivisie 1972/73                  | 7      | 3    | Sparta Rotterdam |
| Eredivisie 1973/74                  | 28     | 12   | Sparta Rotterdam |
| Eerste Divisie 1974/75              | 25     | 5    | NEC Nijmegen     |
| Eredivisie 1975/76                  | 5      | 1    | NEC Nijmegen     |
| North American Soccer League 1976   | 14     | 9    | Chicago Sting    |
| Eerste Divisie 1976/77              | 9      | 2    | MVV Maastricht   |
| North American Soccer League 1977   | 6      | 1    | Chicago Sting    |
| Eerste Divisie 1977/78              | 31     | 18   | MVV Maastricht   |
| Eredivisie 1978/79                  | 24     | 7    | MVV Maastricht   |
| CELKEM Ekstraklasa                  | 47     | 16   |                  |
| CELKEM Eredivisie                   | 153    | 77   |                  |
| CELKEM North American Soccer League | 48     | 40   |                  |